# Šintava
Šintava (Sempte en hongrois) est un village de Slovaquie situé dans la région de Trnava.

## Histoire
Première mention écrite du village en 1074.

## Démographie

### Évolution de la population
| Année:               | 1994. | 2004.   | 2014.   | 2024.   |
| -------------------- | ----- | ------- | ------- | ------- |
| Nombre de personnes: | 1608  | 1719    | 1750    | 1712    |
| Différence:          |       | +6,90 % | +1,80 % | -2,17 % |

| Année:               | 2023. | 2024.   |
| -------------------- | ----- | ------- |
| Nombre de personnes: | 1717  | 1712    |
| Différence:          |       | -0,29 % |